# Wake Up Everybody
Wake Up Everybody è un brano musicale R&B scritto da John Whiteheade, Gene McFadden e Victor Carstarphen, ed originariamente registrato nel 1975 da Harold Melvin & the Blue Notes. Nel corso degli anni il brano è stato oggetto di numerose cover.

## Versione di Harold Melvin & the Blue Notes
Wake Up Everybody fu originariamente registrata da Harold Melvin & the Blue Notes, con Teddy Pendergrass interprete della parte principale. La canzone ha una struttura piuttosto non convenzionale, partendo sommessa e costruendo lentamente un climax. Title track dell'omonimo album del 1975, il brano rimase per due settimane alla vetta della Hot Soul Singles all'inizio del 1976. Ebbe grande successo anche nelle classifiche pop, arrivando sino alla dodicesima posizione della Billboard Hot 100.

### Tracce
7" Single Philadelphia PIR 3866
1. Wake Up Everybody (Part 1) - 3:39
2. Wake Up Everybody (Part 2) - 3:55

### Classifiche
| Classifica (1975)                    | posizione più alta |
| ------------------------------------ | ------------------ |
| U.S. Billboard Hot R&B/Hip-Hop Songs | 1                  |
| U.S. Billboard Hot 100               | 12                 |

## Versione del 2004
Nel 2004, una cover del brano è stata pubblicata per coincidere con le elezioni presidenziali statunitensi del 2004, allo scopo di spingere i giovani ad esercitare il proprio diritto di voto. Il brano è stato prodotto da Babyface ed è interpretato da numerosi artisti della scena musicale R&B e hip hop. Il brano, reso disponibile esclusivamente per l'airplay radiofonico è arrivato alla posizione 199 della Billboard Hot R&B/Hip-Hop Songs Chart.

### Artisti coinvolti
- Akon
- Ashanti
- Babyface
- Brandy
- Claudette Ortiz
- Eve
- Fabolous
- Faith Evans
- Floetry
- Jadakiss
- Jaheim
- Jamie Foxx
- Jon B
- Marques Houston
- Mary J. Blige
- Miri Ben-Ari
- Missy Elliott
- Monica
- Musiq Soulchild
- Omarion
- Rev Run
- Wyclef Jean

## Versione di John Legend e The Roots
Nel 2010, il brano è stato registrato da John Legend e The Roots, con la collaborazione di Common e Melanie Fiona, ed estratto come primo singolo estratto dall'album Wake Up!

### Tracce
Promo - Digital Columbia - (Sony)
1. Wake Up Everybody (Radio Edit) - 4:15

### Classifiche
| Classifica (2010)               | posizione più alta |
| ------------------------------- | ------------------ |
| Svizzera                        | 62                 |
| Paesi Bassi                     | 21                 |
| Billboard Hot R&B/Hip-Hop Songs | 53                 |